# Phillie Phanatic

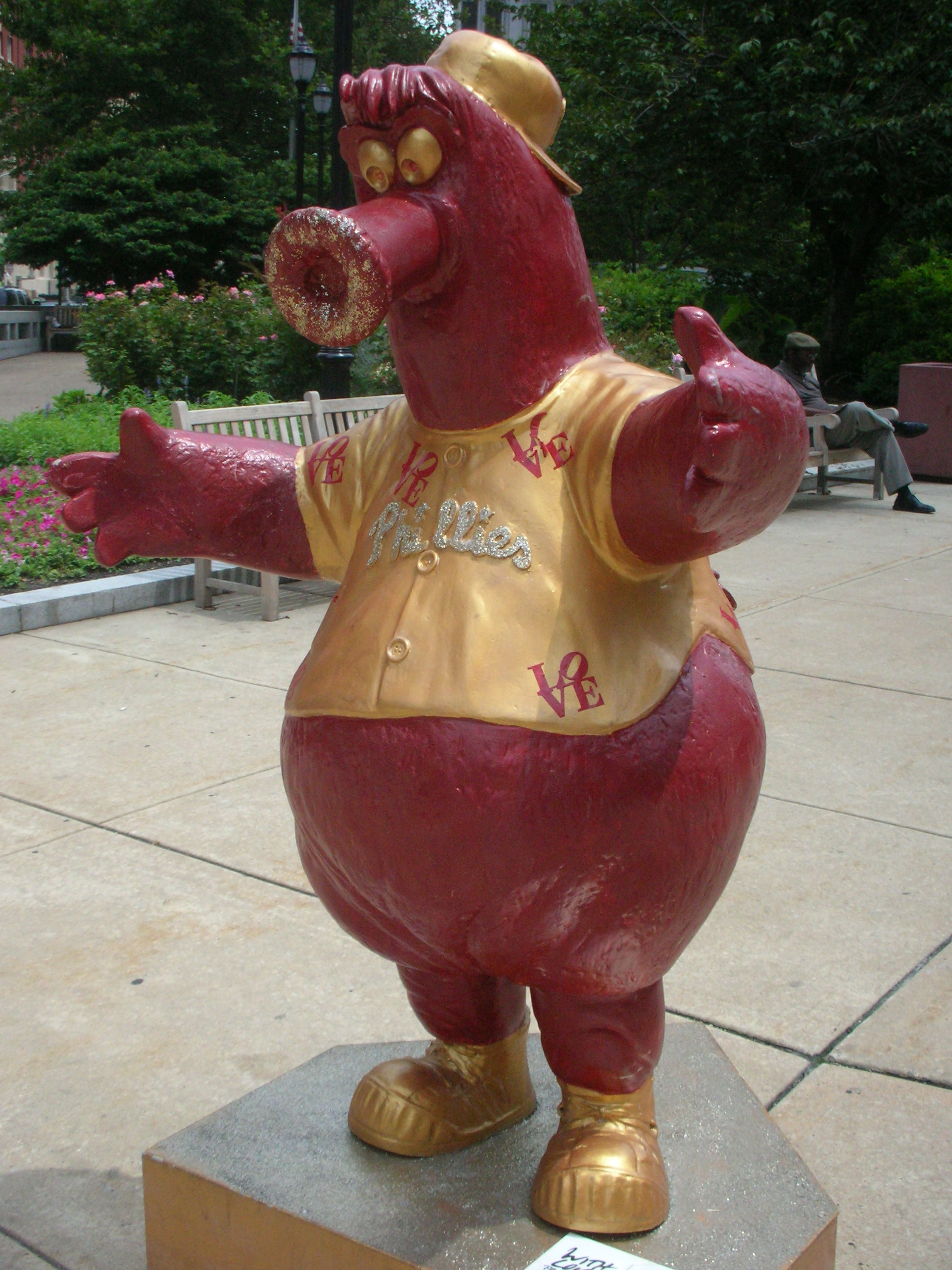
Phillie Phanatic

Phillie Phanatic (vznik 11. září 1978 ve Philadelphia) je maskotem týmu Philadelphia Phillies z MLB. Je to velká zelená postava (150 cm a 45 kg) a vznikla roku 1978 ve Philadelphii. Původním záměrem majitelů bylo přilákat více rodin s dětmi, ale Phillie se stal tak oblíbeným, že byl uveden jako první do Síně slávy maskotů v roce 2003. V roce 2008 ho časopis FORBES uvedl jako nejlepšího maskota všech dob ve sportu. Zahrál si i v několika filmech jako je například Rocky Balboa a Simpsonovi.